# Vladimir Markovnikov

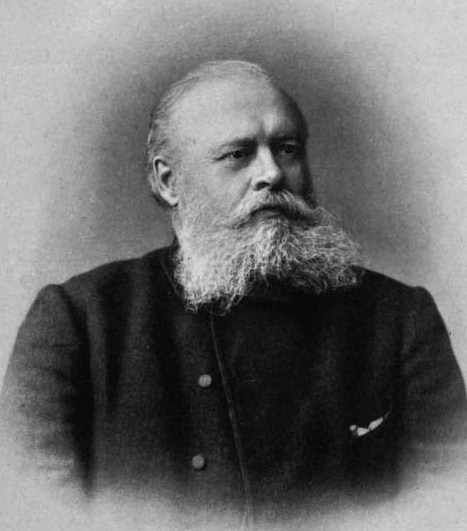
Markovnikov la sfârşitul secolului al XIX-lea

Vladimir Vasilyevich Markovnikov (rusă: Влади́мир Васи́льевич Марко́вников; n. 22 decembrie 1837 la Nijni Novgorod, d. 11 februarie 1904 la Saint Petersburg) a fost un chimist rus.

## Biografie
Markovnikov a studiat la început științele economice și, după absolvire, a devenit asistentul lui Alexander Butlerov la Universitatea din Kazan și Universitatea din Saint Petersburg. După absolvirea din 1860, el s-a mutat în Germania, unde a stat doi ani și a studiat sub îndrumarea lui Richard Erlenmeyer și Hermann Kolbe. Întors în Rusia, a terminat doctoratul în 1869 și a obținut un post de profesor la Universitatea din Kazan. Din cauza unui conflict cu universitatea, a renunțat și a fost apoi numit profesor la Universitatea din Odessa în 1871. După doi ani s-a mutat la Universitatea din Moscova, unde a rămas pentru tot restul carierei.

## Muncă
Markovnikov este cunoscut pentru regula lui Markovnikov, care a fost introdusă în 1869 pentru a descrie reacțiile de adiție H-X ale alchenelor. Conform acestei reguli, atomul X- se adiționează la atomul de carbon cu mai puțini atomi de hidrogen, în timp ce protonul (atomul de hidrogen) se adițioează la atomul de carbon care are legați mai mulți atomi de hidrogen. Astfel, acidul clorhidric se adiționează propenei (CH3-CH=CH2) pentru a forma 2-cloropropanul (CH3CHClCH3), fără să formeze compusul izomer 1-cloropropan (CH3CH2CH2Cl). Regula este folositoare pentru prezicerea structurilor moleculare a produșilor care rezultă în urma reacțiilor de adiție. Totuși, faptul că acidul bromhidric dă atât reacții de adiție Markovnikov cât și anti-Markovnikov a rămas un mister nerezolvat până în 1933, când Morris S. Kharasch a oferit explicația.
Hughes a încercat să explice cauza pentru care meritele lui Markovnikov nu au fost recunoscute în timpul vieții sale. Deși el publica în mare parte în rusă, care nu era înțeleasă de marea majoritate a chimiștilor vest-europeni, articolul din 1870, care conținea și primele informații despre regula sa, era redactat în germană.
Markovnikov a adus contribuții mari în chimia organică, descoperind nuclee sau inele de carbon formate din mai mult de șase atomi de carbon, un nucleu cu patru atomi de carbon în 1879 și un nucleu cu șapte atomi în 1889.
De asemenea, Markovnikov a arătat faptul că acizii butirici și izobutirici au aceeași formulă chimică (C4H8O2) dar structuri diferite; mai pe scurt, că sunt izomeri.